# Adolfo Vázquez Humasqué
Adolfo Vázquez Humasqué (Vilafranca del Penedès, 12 de juliol de 1887 – Mèxic DF, 26 d'abril de 1975). Enginyer agrònom, escriptor i promotor esportiu. Va ser el fundador i primer president de la Real Sociedad Alfonso XIII Foot-ball Club, que posteriorment va adoptar el nom de Reial Mallorca.

## Biografia
Enginyer agrònom de formació, va ser director de la Granja Escola d'Agricultura de les Balears des de 1912 fins a l'any 1922 quan va ser nomenat director de l'Estació Enològica de Felanitx.

## Agrònom a Mallorca i impulsor destacat de la Reforma Agrària
L'any 1929 es traslladà a la Península i va ocupar diferents càrrecs polítics vinculats al Ministeri d'Agricultura. Militant del partit d'Acció Republicana (i més tard d'Izquierda Republicana), el partit de Manuel Azaña, va formar part de la Comissió Tècnica Agrària encarregada de redactar el primer projecte de reforma agrària entre maig i juliol de 1931. Va ser nomenat governador civil de Jaén el 24 de setembre de 1931. En els tres mesos que va ser a Jaén es va implicar activament en els projectes reformistes del Govern, sobretot tractant de combatre l'enorme atur que afectava de manera dramàtica la massa jornalera i defensant l'aplicació de les bases de treball de banda d'obrers i patrons.
El gener de 1932 va ser nomenat inspector general dels Serveis Social-Agraris. El 13 d'octubre de 1932 l'anomenaren director general de l'Institut de Reforma Agrària (IRA). El 8 de febrer de 1933 va haver de dimitir del seu càrrec degut a la signatura apòcrifa d'un decret. Va ser enviat a l'ambaixada espanyola a País com assessor. Amb el triomf del Front Popular, el febrer de 1936, i amb el ministre Mariano Ruiz Funes, retornà a la direcció de l'IRA. Amb una major voluntat política en pocs mesos es varen poder assentar 100.000 pagesos sobre unes 800.000 ha. Un cop esclatada la guerra, va ocupar la subsecretaria del Ministeri d'Agricultura en el govern de Largo Caballero fins en acabar la guerra, residint la major part del temps a Barcelona.
Depurat i apartat del cos d'enginyers agrònoms, el 1939 es va exiliar a Mèxic, atesa la seva implicació amb el règim republicà. Va ser soci fundador de l'Ateneu Espanyol de Mèxic i col·laborador de la revista España Nueva. Al país mexicà va dur a terme una tasca important relacionada amb el cultiu de l'olivera i hi visqué fins a la seva mort, l'any 1975.
Com a escriptor destaca com a autor de diversos llibres de caràcter molt divers. Relacionat amb la seva tasca professional destaca Nuevos cultivos en Mallorca (1915). Però també fou novel·lista, ja que fou autor de la novel·la El secreto de la pedriza (1920), amb pròleg de Gabriel Alomar, de la qual la productora Balear Film realitzà la pel·lícula homònima el 1926. El 1921, amb el seu germà Joan, publicà el drama El Corrosivo i el 1926 El tiro de gracia, que durien al cinema el mateix any.
El 26 de març de 2011 l'Ajuntament de Palma va posar el seu nom a un carrer de la ciutat.

## Creació de laRS Alfonso XIII FC
La principal fita d'Adolfo Vázquez en l'àmbit esportiu fou l'impuls i creació del principal club de futbol de les Illes, el Reial Club Deportiu Mallorca.
El 22 de gener de 1916, a instàncies del mateix Vázquez, es va elegir a Palma la junta de l'Asociación de Clubes de Foot-ball, ens creat per dirigir i fomentar la competició futbolística, fins llavors força irregular i desordenada en mancar un ens federatiu que la regulés. Estava formada per set equips, tots de la capital mallorquina. Alhora, Vázquez va iniciar les gestions per a la construcció d'un camp de futbol de mides reglamentàries, ja que fins llavors no n'existia cap a l'illa i quasi tots els partits es disputaven a l'entrepista del Velòdrom de Tirador. Aquest cap seria seu de tots els equips integrants de l'Associació.
L'existència de l'associació fou efímera perquè el principal club del moment (la secció de futbol del Veloç Sport Balear) la va abandonar al poc temps. Aquest fet fou determinant perquè Vázquez decidís abandonar la idea d'una associació i decidís la fundació d'una societat esportiva nova. Així va néixer el 5 de març de 1916 la societat Alfonso XIII Foot-ball Club, que al cap de poc temps assolí el títol de Reial. Adolfo Vázquez en fou escollit primer president de la junta directiva, la qual fou constituïda al carrer de Can Armengol de Palma.
D'altra banda, les gestions per a la construcció del camp de futbol de la primitiva associació de clubs varen continuar; però ara per a la nova societat esportiva. El camp es va construir a la barriada de Bons Aires i fou el primer terreny de joc de mides reglamentàries que va haver-hi a Mallorca, situat al principi del Carrer General Riera, entre l'antic hipòdrom i la caserna de la Guàrdia Civil (avui desapareguts).
Al cap d'un mes Vázquez fou rellevat per Antoni Moner Giral, qui es mantindria en aquest lloc fins 1920; per això, el seu paper té més pes com a impulsor i fundador que com a president del club vermellenc. Vázquez va dirigir unes paraules plenes de sentiment i admiració a qui fou segon president del club i apareixen en el pròleg del llibre Año y medio de vida sportiva.
| «                                                                                    | Una tarde presenciaba yo, en la plaza de toros de Palma, una becerrada benéfica, y allí vi a un oficiante de matador, alto, huesudo, bien plantado, que con gran valor y mucho arte cumplía su cometido, siendo cariñosamente ovacionado por el público asistente. Era Antoni Moner; me inspiró gran simpatía, ¿por qué? no sabré decirlo; de esa simpatía instintiva, de esa atracción que suele ser recíproca en el hombre y que en la primera ocasión que se presenta, se convierte en sincera y sólida amistad. Más tarde pude apreciar su habilidad en el tiro de pichón, y en virtud de esta buena disposición que hacía él experimentaba, deseé su triunfo, y el éxito coronó su esfuerzo, y mi deseo. Cuando me metí en andanzas futbolísticas, Alberto Elvira, mi colaborador, me señaló a Moner como antiguo aficionado, que había practicado el football en Palma y Barcelona, con gran éxito, y tras de su cooperación me lancé. Estaba en el Círculo Mallorquín; tresilleaba; atentísimo, me escuchó, y a pesar de no poseer ningún título de recomendación para que accediese a lo que yo solicitaba, por deferencia a la súplica y simpatía a la idea, aceptó mi propuesta, y colaboró con todo el prestigio que rodea su figura en Palma, y toda la valía de su personalidad anímica. Moner es un carácter rectilíneo; culto como corresponde a quien posee un título académico meritorio, inteligente y de férrea voluntad, es un ser dejos que llegado el momento arrastran multitudes, por la sinceridad de sus resoluciones y la simplicidad con que sabe exponerlas y ejecutarlas. El peligro le enardece; no busca impremeditamente el conflicto, pero cuando se presenta no lo rehúye, haciéndole frente con valor y serenidad. Al querer él desechar la pereza de una vida provinciana regalona, y entrar en la vorágine de la sociedad, llegaría muy arriba, en el campo de la ciencia, de la política o de cualquier orden de actividad que eligiese para el desarrollo de sus excepcionales aptitudes; no piensa en ello, y quizá esté en lo cierto; las luchas traen muchos sinsabores; la vida es efímera y hay que vivirla lo mejor posible... No tiene enemigos; todos los que le conocen le quieren; Don Toni; como le llaman los humildes que lo respetan y lo veneran al mismo tiempo; Moner por antonomasia, cual si fuera el único de este apellido, como le decimos los demás, es una cumbre en la Real Sociedad Alfonso XIII de Football. Yo personalmente, le estoy sumamente agradecido por su valiosa cooperación, y cumplo un ineludible deber, al dedicarle este modesto trabajo de recopilación, debiendo hacer constar, que aunque en el Alfonso XIII no hubiera tenido satisfacciones -que a Dios gracias no han faltado- solo el hecho de haber logrado por su intermedio la amistad de Antoni Moner Giral, me compensa de todos los sacrificios impuestos. | » |
| — Trilobites: «A mi amigo Antonio Moner». Año y medio de vida sportiva (Palma, 1917) | |   |

## Obra
- Nuevos cultivos en Mallorca. Palma: Impr. de José Tous, 1915.
- Foot-ball: año y medio de vida sportiva. Palma: Impr. de José Tous, 1917 (signada amb el seudònim de Trilobites)
- El secreto de la Pedriza. Novel·la. Palma: Impr. Nueva Balear, 1920.
- El corrosivo: drama en tres actos y en prosa. Palma: Impr. Nueva Balear, ca. 1920 (escrit en col·laboració amb el seu germà, Juan Vazquez Humasqué)
- El secreto de la Pedriza. Guió cinematogràfic, 1926 (escrit en col·laboració amb el seu germà, Juan Vazquez Humasqué)
- La reforma agraria de 15 de septiembre de 1932 (autor Francisco D. de Arcaya, pròleg d'Adolfo Vázquez Humasque). Madrid: Reus, 1932.